# Historia de la hacienda de Lo Cañas

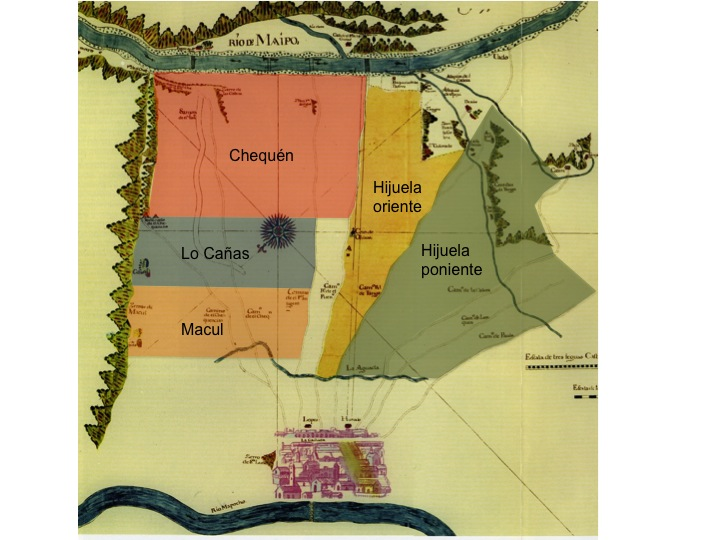
Esquema del Llano del Maipo y tierras de Macul, Lo Cañas y Chequén. En rojo se destaca la hacienda del Chequén o Peral (actual comuna de Puente Alto) de la Compañía de Jesús, en plomo la Hacienda de Lo Cañas, en naranja la Hacienda de Macul, en amarillo y verde hijuelas oriente y poniente de las Tierras de Lepe o Llano del Maipo. Orientación geográfica: a mano izquierda del plano el oriente y a mano derecha el poniente.

La hacienda de Lo Cañas era una enorme extensión de terreno ubicada al suroriente de Santiago de Chile y originalmente propiedad de don Juan Jufré y Montesa.

## Ubicación
Sus límites exactos eran: al oriente la cordillera de los Andes, al poniente el camino real del Puente Antiguo del Maipo (actual avenida Vicuña Mackenna), al sur la Hacienda del Chequén y al norte la hacienda de Macul. En las mensuras de Ginés de Lillo no se menciona pues se consideraba parte de las tierras de Macul.

## Origen
Las tierras denominadas de Lo Cañas fueron adquiridas por don Juan Jufré y Montesa junto con las tierras adyacentes por el norte denominadas Macul (ver Historia de las Tierras de Macul) y las tierras adyacentes por el sur denominadas del Arrayán o Hacienda del Chequén. Don Juan Jufré y Montesa unificó estas haciendas o chacras, siendo heredadas por su hijo don Luis Jufré de Loayza y Meneses de Aguirre. Don Diego de Jaraquemada y Solorzano adquirió estas tierras de los herederos de don Luis Jufré de Loayza en 1615.  Luego doña Catalina Jaraquemada, hija de don Diego de Jaraquemada, enajenó estas tierras en 1732 al presbítero don Eusebio de Obregón quien las traspasó prontamente a don José López Lisperguer. Este último las vendió en 1739 a don Pedro José de Cañas Trujillo (oriundo del puerto de Santa María; fundador de la familia Cañas en Chile). José Antonio Cañas del Portillo (casado con María Mercedes Aldunate Santa Cruz), hijo de don Pedro y de doña María Loreto del Portillo Olivera, heredó la hacienda que luego traspasó a su hijo José Antonio Cañas Aldunate (casado con María del Carmen Vicuña Larraín). Luego la sucesión Cañas-Vicuña subdividió estas tierras en cuatro hijuelas cerca de 1840 (Hijuela Sur de don José Luis Cañas Vicuña; Hijuela del Medio de don Fernando Máximo Cañas Vicuña; Hijuela Norte Alta de doña Carmen Cañas Vicuña e Hijuela Norte Baja de doña Teresa Cañas Vicuña). De la hijuela de don Fernando derivaron el fundo denominado Lo Cañas (posteriormente adquirido por el diputado del Partido Conservador don Carlos Walker Martínez y donde ocurriera la masacre de Lo Cañas), las Mercedes, Santa Julia, Santa Amalia, lo Marambio, la Florida, entre otros.

## Origen del nombre de la comuna de la Florida
La antigua hacienda de Lo Cañas se transformó a inicios del siglo XX casi íntegramente en la actual comuna de La Florida (Chile). El nombre de la comuna derivó de la denominación del fundo de don Francisco Rojas Salamanca denominado de igual manera. Don Francisco Rojas había comprado el fundo "Lo Briseño" en 1867 a don Manuel Antonio Briseño. Este último lo había adquirido por remate en 1866 de la sucesión de don José Luis Cañas Vicuña (dueño original de la hijuela Sur). Posteriormente don Victorino Rojas Magallanes, hijo de don Francisco Rojas, político chileno de inicios del siglo XIX, heredó dicho fundo.

## Historia oficial de la comuna de la Florida
Con el Decreto de Creación de Municipalidades del 22 de diciembre de 1891, se crea en el Departamento de La Victoria la Municipalidad de Lo Cañas, integrada por las subdelegaciones 15.ª, Lo Cañas; 16.ª, El Peral; 17.ª, Granja y 18.ª, Camino de Santiago. Al año siguiente, queda suprimida al crearse por ley de 18 de noviembre de 1892, la Municipalidad de Puente Alto, con las subdelegaciones 12.ª Puente Nuevo de Pirque; 15.ª, Lo Cañas y 16.ª, El Peral, y la Municipalidad de La Granja con las subdelegaciones 17.ª, Granja y 18.ª, Camino de Santiago, en el Departamento de La Victoria.
El 28 de noviembre de 1899 se publica el Decreto de Constitución que da origen a la Municipalidad, que corresponde a la subdelegación 15.ª, Lo Cañas, que dependía hasta entonces de la Municipalidad de Puente Alto, del Departamento de La Victoria.
Con el DFL 8582 del 30 de diciembre de 1927, se suprime el Departamento de La Victoria que pasa a formar parte del nuevo Departamento de Santiago. Con el DFL 8583 del 30 de diciembre de 1927, se suprime la Municipalidad de La Florida, al pasar la subdelegación 15.ª, Lo Cañas del antiguo Departamento de la Victoria a integrar la nueva comuna-subdelegación de Ñuñoa. En 1934 se restituye la comuna-subdelegación de la Florida.